# Hippopsis nigroapicalis
Hippopsis nigroapicalis là một loài bọ cánh cứng trong họ Cerambycidae.